# Fred Jüssi

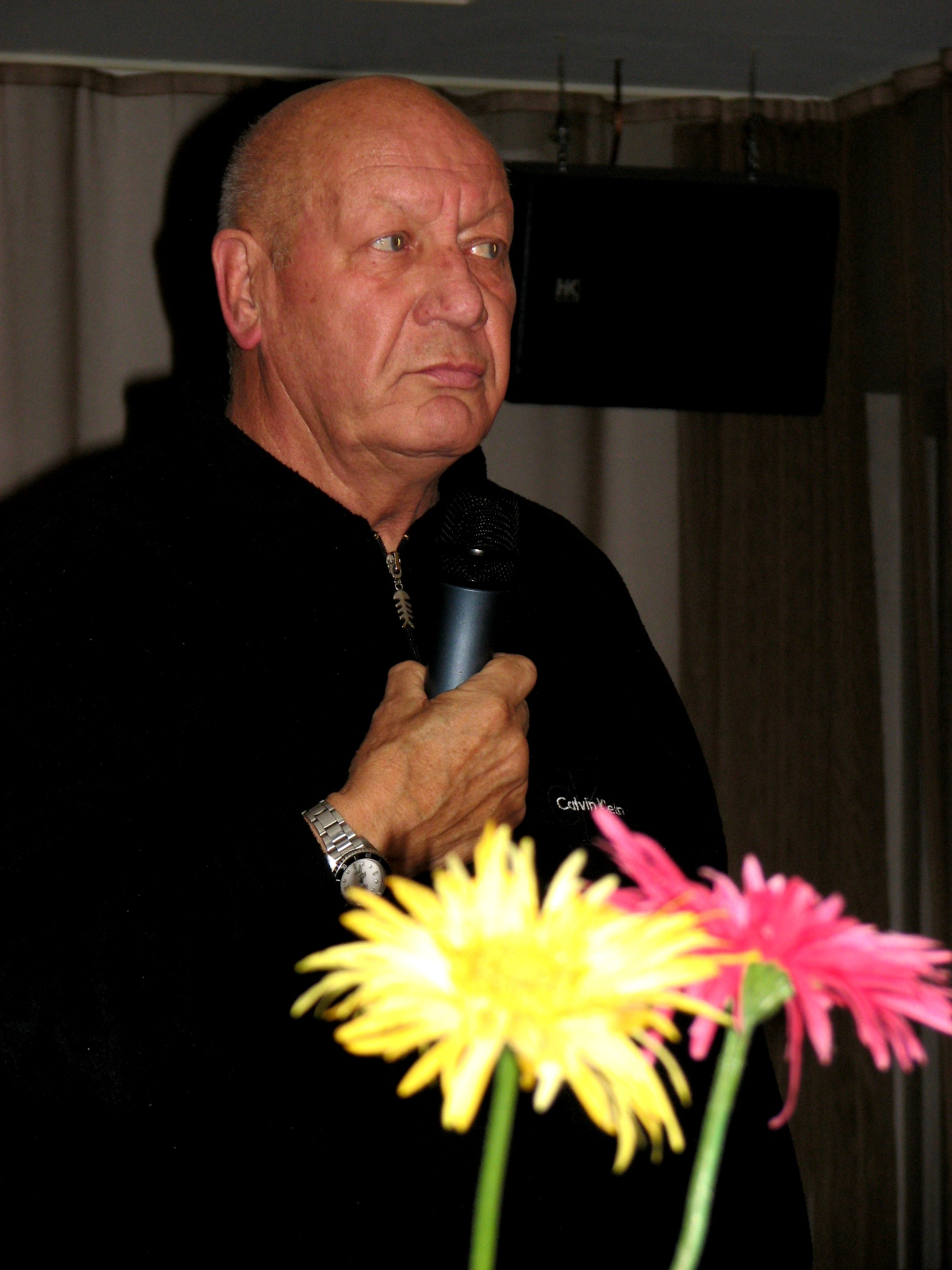
Fred Jüssi (2010).

Fred Jüssi (* 29. Januar 1935 auf Aruba; † 1. Dezember 2024) war ein sowjetischer bzw. estnischer Zoologe, Naturphotograph und Umweltpublizist.

## Frühe Jahre
Fred Jüssi wurde im einstigen Niederländisch-Westindien geboren. 1938 zogen die Eltern nach Estland zurück. 1953 legte der Sohn in Tallinn das Abitur ab. Fred Jüssi schloss 1958 sein Studium der Biologie und Zoologie an der Universität Tartu ab. Von 1958 bis 1960 war er Biologielehrer an einer Schule in Emmaste auf der Insel Hiiumaa. Danach war er Laborant für Experimentalbiologie an der Estnischen Akademie der Wissenschaften.
Von 1962 bis 1975 arbeitete Jüssi als Referent und Inspektor für Naturschutz im Ministerium für Forstwirtschaft und Naturschutz der Estnischen Sozialistischen Sowjetrepublik. Von 1976 bis 1989 war er als freischaffender Mitarbeiter des staatlichen Radiosenders Eesti Raadio und der Naturzeitschrift Eesti Loodus tätig. Besonders bekannt und beliebt war seine Sendung Das ABC der Natur (1979–1986), in der er einem breiten Publikum die Flora und Fauna Estlands und der Welt näherbrachte.

## Popularisierung von Umweltthemen
Fred Jüssi war einer der einflussreichsten Natur- und Umweltaktivisten Estlands. Er hat diese Themen gegenüber einem großen Publikum populär gemacht. Besonders seine Tonaufnahmen der Natur sowie seine weltweiten Fotoausstellungen haben ihn berühmt gemacht. Daneben war er als einflussreicher Publizist aktiv. Fred Jüssi ist auch vielfach als Experte und Multiplikator für die estnische Tier- und Pflanzenwelt zu Vorträgen ins Ausland gereist.
Zur estnischen Unabhängigkeitsbewegung ab Mitte der 1980er Jahre hat Fred Jussi erheblich beigetragen, indem er die Menschen gegenüber den Umweltzerstörungen des sowjetischen Systems sensibilisiert hat.

## Wichtigste Veröffentlichungen
- „Eesti linde ja loomi“ (1977)
- „Rebasetund“ (1977, 1981)
- „Räägi mulle rebasest“ (1987, 2006)
- „Sügis“, Bildband (1995)

- „Eestimaa looduse hääled“, CD (1997, 1998)
- „Eesti laululinde“, CD (2001)
- „Lahemaa lindude hääli“, CD (1997)